# 二木屋
二木屋（にきや）は、埼玉県さいたま市中央区の料亭。建物は「二木屋（旧小林英三家住宅）」として国の登録有形文化財に登録されている。

## 概要
1937年（昭和12年）頃に築造された陸軍将校の別邸で、戦中の1944年（昭和19年）に厚生大臣小林英三が疎開用に買い取った。1948年（昭和23年）には高松宮が来臨している。当時の政治家の会合は自宅などで行われていたこともあり、1948年と1950年に増築されている。現在は孫の所有となっており、会席料亭として、文化財の公開を兼ねて営業している。

## 文化財
国の登録有形文化財
- 二木屋（旧小林英三家住宅）主屋 - 2003年1月31日登録[2]。
- 二木屋（旧小林英三家住宅）門及び塀 - 2003年1月31日登録[3]。大谷石を6段積む。

## 所在地・アクセス
- 埼玉県さいたま市中央区大戸四丁目14番2号
- JR京浜東北線「北浦和駅」西口から徒歩8分[4]。JR埼京線「南与野駅」から徒歩15分、タクシーで約5分[5]。